# Gustav Bischof
Gustav Bischof (Nuremberg, 18 de janeiro de 1792 – Bonn, 30 de novembro de 1870) foi um geólogo e geoquímico alemão.
Foi laureado com a medalha Wollaston de 1863, concedida pela Sociedade Geológica de Londres.
Sepultado no Alter Friedhof Bonn.